# Francisco Pizarro (kommun)
Francisco Pizarro är en kommun i Colombia.   Den ligger i departementet Nariño, i den västra delen av landet, 600 km sydväst om huvudstaden Bogotá. Antalet invånare är 11 029.